# 林伸男
林 伸男（はやし のぶお、1947年 - ）は、岐阜県出身の元社会人野球選手。ポジションは外野手。

## 経歴
1964年、関高校の3年の時に、第46回全国高等学校野球選手権大会の岐阜県予選に参加した。しかし、2回戦において、後藤清らがいる多治見工業高校に敗れた。
中京大学を卒業後、西濃運輸に入社した。1969年の第40回都市対抗野球大会で左翼手として出場し、同年のドラフト会議で阪神タイガースから2位指名を受けるが入団を拒否し、会社に残留した。
1976年頃から一塁手として活躍するようになり、1978年の第49回都市対抗野球大会で本田技研鈴鹿硬式野球部の補強選手として出場し、三塁手として出場し、10年連続出場選手に表彰され、同年限りで引退した。
1979年から監督を務め、西濃運輸硬式野球部が一時休部になった後は、社業に戻り、2001年から約10年間、関連会社の濃飛西濃運輸の社長を務めた。また、岐阜県ダンススポーツ連盟会長も務めた。